# Varroa destructor
Varroa destructor — вид паразитоформних кліщів родини Varroidae. Паразитує на медоносних бджолах Apis cerana та Apis mellifera. Кліщ висмоктує з бджіл та їхніх личинок жирове тіло, викликаючи у них хворобу вароатоз. Масове зараження кліщем може призвести до загибелі колонії, що особливо небезпечно під час зимівлі.

## Поширення

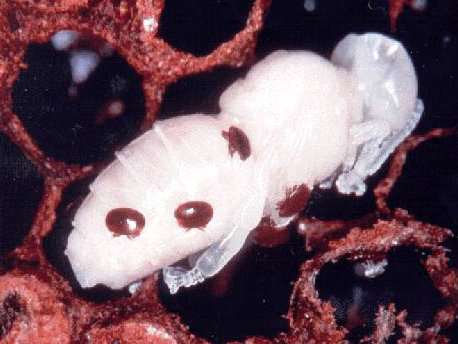
Кліщі Varroa на лялечці бджоли

Паразит виявлений на початку 20 століття в Японії. Понад пів століття він був відомий лише в Східній Азії. У 1960-х поширився в Європі, у 1970-х — у Південній Америці, у 1987 році — в США, у 2000 році в Новій Зеландії, у 2007 році — на Гаваях. Зараз вид поширений на всіх материках, крім Австралії.

## Опис
Самиця має овальне сплющене тіло помаранчево-коричневого кольору завширшки 1,8 мм і завдовжки близько 1 мм (1,00—1,77). Має 8 ніг. Тіло самця м'яке, молочно-білого кольору і менше, ніж у самиці. Самиці живуть протягом року, самці — 15—20 днів. Навесні самиці, що перезимували на тілі бджоли, відкладають на внутрішніх стінках сот із личинками по 4—8 яєць. Приблизно через два дні з відкладених яєць вилуплюються личинки. Дорослі кліщі паразитують на дорослих бджолах і личинках, харчуючись їхньою гемолімфою.